# Подвожич
45°25′ пн. ш. 15°33′ сх. д. / 45.41° пн. ш. 15.55° сх. д.
Подвожич (хорв. Podvožić) — населений пункт у Хорватії, у Карловацькій жупанії у складі громади Барилович.

## Населення
Населення за даними перепису 2011 року становило 298 осіб.
Динаміка чисельності населення поселення: